# Brestovitsa (distrikt i Bulgarien, Plovdiv)
Brestovitsa (bulgariska: Брестовица) är ett distrikt i Bulgarien.   Det ligger i kommunen obsjtina Rodopi och regionen Plovdiv, i den centrala delen av landet, 130 km sydost om huvudstaden Sofia.
I omgivningarna runt Brestovitsa växer i huvudsak blandskog. Runt Brestovitsa är det ganska glesbefolkat, med 50 invånare per kvadratkilometer.